# Тагор, Диджендранат
Диджендранат Тагор (*দ্বিজেন্দ্রনাথ ঠাকুর, 11 марта 1840 — 19 января 1926) — индийский поэт, философ, композитор, переводчик, стенограф, математик, музыковед.

## Биография
Происходил из известной просветительской и культурной бенгальской семьи Тагоров. Был старшим сыном Дебендраната Тагора, который стал центральной фигурой в обществе брахманов после смерти известного просветителя Рам Мохан Рая. Сначала получил домашнее образование. Потом учился в колледже св. Павла и Индуистском колледже г. Калькутты. В дальнейшем не принимал активного участия в политической или общественной борьбе. Больше занимался литературой, музыкой и философией.
В 1884 году стал редактировать газету «Поиск истины» («Татвабодхини Патрика»), а затем газеты «Хитабади». В них печатал произведения бенгальских авторов, занимался просветительской деятельностью.
В 1897 году избирается председателем литературного общества «Бангья Сахитья Паришад», где оставался до 1900 года. В 1906 году переезжает в бенгальский город Шанкиникетан, где сотрудничает с газетой «Шанкиникетан» (пишет для нее юмористические стихи).
Умер в Шанкиникетане 19 января 1926 года.

## Творчество
Длительное время работал над пьесой «Путешествие во сне» («Швапнапраян»), которую завершил в 1875 году. Главным сюжетом является путешествие молодого мужа разными местами,. во время путешественники описываются места, высказываются мнения автора относительно общества и окружающей традиций. Эта пьеса в свое время была достаточно популярной и вызвала влияние на тогдашних поэтов.
Занимался также переладав на язык бенгали. Первой значительной таким трудом стал в 1860 году перевод «Облака-вестника», пьесы Калидасы.
Диджендранат Тагор стал пионером в области стенографии, делал попытки с ее помощью передать свои стихи.
В 1870-х годах был секретарем музыкального общества «Гинду Мела». Тагор является автором многочисленных патриотических и религиозных песен.
В 1913 году написал книгу «Boxometry» по строительство коробки. Здесь также изложил различные формы и способы складывания из бумаги различных коробок.

## Философия
Увлекался философией Бхагавад-Гиты. общался с обществом Бидваджан—Самаган. В 1866-1868 годах издал 3 тома своей философской работе «Знание принципов» («Татвабидия»). В 1896 году опубликовал «Критику Адвайты-философии» («Адвайта Матер Шамалочана»), в 1899 году — «Книгу о противоречиях арийской религии и буддизма» («Арьядхарма В Буддхья Дхармер Гат-Протіґат»).